# Bjergmandssang
Bjergmandssang (Deens voor Lied van een bergman) is een compositie van Niels Gade. Het is een toonzetting van het gelijknamige gedicht van Christian Winther beginnend met de regel "Vi grave dybt i sorten Muld". Het jaar van componeren is zoals in veel gevallen bij deze componist onbekend.